# Rzeźnia praska

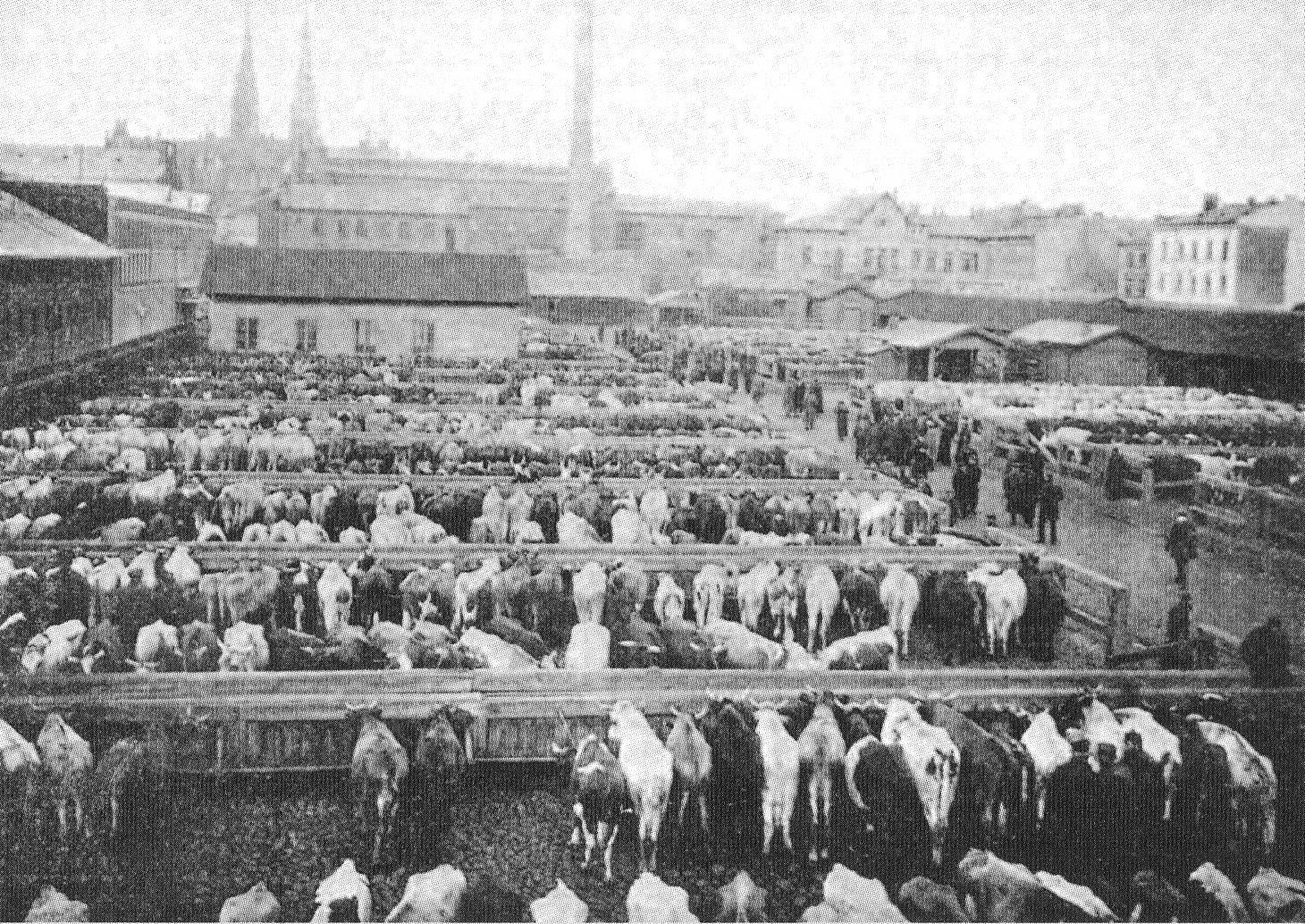
Targ bydła na Pradze, 1912

Rzeźnia praska – rzeźnia miejska, która znajdowała się w rejonie ulic: Okrzei, Sierakowskiego i Wrzesińskiej na warszawskiej Pradze. Budynki rzeźni zostały rozebrane, a w jej miejscu powstały budynki mieszkalne.

## Historia
W XIX wieku w tym rejonie miasta odbywały się targi bydła i świń. Na początku lat 20. XX wieku terenem zainteresował się Zarząd Miejski, chcący uporządkować przemysł i handel spożywczy w Warszawie. Nowo powstały zakład przejął funkcje zamkniętej w 1926 rzeźni miejskiej na Solcu.
W okresie międzywojennym otaczające rzeźnię stragany zastąpiono betonowymi budowlami, tzw. arkadami. W 1937 dyrektorem rzeźni został Stanisław Sobota pochodzący spod Prudnika. W czasie II wojny światowej, 1 sierpnia 1944 obiekt opanowali powstańcy warszawscy. Po wyzwoleniu Pragi mieściło się tam najważniejsze dla tej części miasta źródło wody pitnej. 5 października 1944 uruchomiono pierwszą studnię artezyjską i nawodniono praską sieć wodociągową.
Uciążliwość rzeźni dla najbliższego otoczenia spowodowały decyzję o wygaszeniu jej działalności i rozbiórce obiektu. Przez długi czas pozostałością po niej były tzw. arkady. Zostały one rozebrane w związku z budową budynków mieszkalnych w kompleksie Port Praski.